# 金龙镇 (全南县)
金龙镇，是中华人民共和国江西省赣州市全南县下辖的一个乡镇级行政单位。

## 行政区划
金龙镇下辖以下地区：
东风村、岗背村、含江村、河背村、圆山村、松山村、立新村、来龙村、陂头村、黄金村、天龙村、烧斗村、树凹村、木金村、增坊村、水口村、合头村和兆坑村。